# 2007年日本

## 國家領導人
- 天皇： 明仁
- 内閣總理大臣： 安倍晉三（自由民主黨）、福田康夫（自由民主黨）
- 内閣官房長官： 塩崎恭久（自由民主黨）、与謝野馨、町村信孝（自由民主党）
- 最高裁判所長官： 島田仁郎

## 今年的漢字
2007年，日本今年的漢字是「偽」，是因為食品加工製造業對於食品標示的偽装問題、以及日本的年金紀錄問題。

## 5月27日坂井泉水
- 1月5日——安藤百福，日本「速食麵之父」，日清食品株式會社創辦人。
- 1月5日——伊藤一長，日本政治人物。
- 10月7日——阿部典史，日本摩托車賽車手。
- 10月12日——黑川紀章，日本建築師。
- 11月13日——稻尾和久，日本職業棒球投手・監督、棒球評論家・解說家。